# Silvia Federici

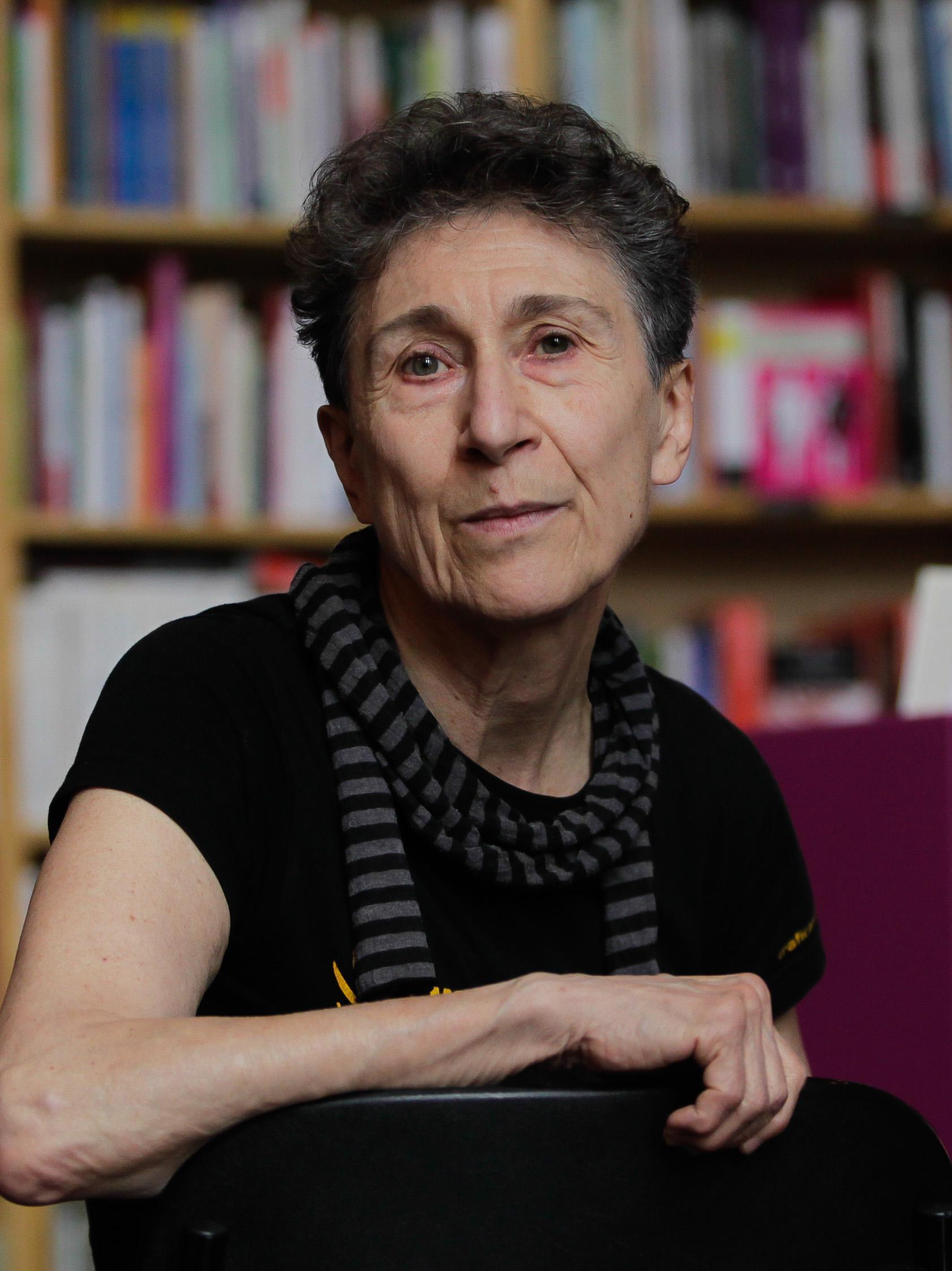
Federici bei einem Interview (2014)

Silvia Federici (* 1942 in Parma, Italien) ist eine italienisch-amerikanische emeritierte Hochschullehrerin, politische Philosophin und Aktivistin. Federici war Professorin für politische Philosophie und Women Studies. Sie veröffentlichte zahlreiche Bücher und Essays zu marxistischer und feministischer Theorie, Globalisierungskritik und zum Konzept der Commons.

## Leben
Federici wuchs in Italien auf und kam 1967 in die Vereinigten Staaten, wo sie an der Universität von Buffalo in Philosophie promovierte. Später lehrte sie an der Universität Port Harcourt in Nigeria und war bis zu ihrer Emeritierung Professorin für Politische Philosophie und International Studies am New College der Hofstra-Universität in New York. Sie lebt und arbeitet in New York City.
Sie war 1972 Mit-Begründerin des International Feminist Collective, das die internationale „Lohn für Hausarbeit“-Kampagne startete. Damit sollte demonstriert werden, dass die meist von Frauen ausgeübten unbezahlten Tätigkeiten in Haushalt, Pflege und Familie (Care-Arbeit bzw. Reproduktionsarbeit) konstitutiv für die kapitalistische Produktionsweise sind. 1990 gründeten Federici und andere das Committee for Academic Freedom in Africa und 1995 ein Projekt der Radical Philosophy Association (RPA) gegen die Todesstrafe.
2018 erhielt sie ein Ehrendoktorat der Leuphana Universität Lüneburg.

## Positionen
Federicis bekanntestes Buch Caliban und die Hexe. Frauen, der Körper und die ursprüngliche Akkumulation (erschienen im Original 2004) behandelt die Enteignung und Ausbeutung weiblicher und kolonialisierter Körper im Übergang zum Kapitalismus. Federicis Begriff von Reproduktionsarbeit umfasst nicht nur die klassische Hausarbeit, sondern auch landwirtschaftliche Subsistenzwirtschaft, Gesundheitsversorgung, Erziehung, aber auch Sexarbeit und andere Formen bezahlter Reproduktionsarbeit. Federici lieferte mit Caliban und die Hexe zudem einen zentralen Beitrag zur Geschichte der Hexenverfolgung, indem sie die systematische Verfolgung von Personen, die als Hexen diffamiert wurden, in den Kontext der Entstehung des Kapitalismus einordnete.
Sie kritisiert Marx’ Analyse der ursprünglichen Akkumulation als einer notwendigen Vorbedingung für die Entwicklung des Kapitalismus, da diese die Kategorie Geschlecht unberücksichtigt lasse und den Prozess daher ausschließlich in Bezug auf männliche Individuen beschreibe. Sie erweitert insofern die Marx‘sche Analyse und stellt fest, dass neben der Trennung der Arbeitenden von den Produktionsmitteln auch die Trennung der Sphären der (bezahlten) Lohnarbeit und der (unbezahlten) Reproduktionsarbeit eine essentielle Bedingung für den Kapitalismus war und ist:

„Nur die Produktion von Waren war als Arbeit anerkannt, während die Produktion von Arbeitskraft, insbesondere der Teil, der zu Hause stattfindet und normalerweise Hausarbeit genannt wird, als persönlicher Service definiert wurde, der keiner Bezahlung wert war. Diese Dichotomie ist eine immense Quelle für ökonomische Akkumulation. Sie hat die schweren Schultern der Arbeiterklasse erleichtert, zumeist auf Kosten der Frauen, die die Arbeitskraft reproduzierten.“

Federici bezieht sich auf Theorien des italienischen Operaismus der sechziger Jahre, antikoloniale Kämpfe und die Bürgerrechtsbewegung in den USA. Sie sympathisierte mit der Occupy-Bewegung in den USA und tritt für Commons ein, also für kollektives Eigentum, das von einer Gemeinschaft organisiert wird, die gleichberechtigt entscheidet und profitiert. Für Federici wird beispielsweise mit Community-Gärten oder Gemeinschaftsküchen an die mittelalterliche Allmende-Tradition angeknüpft. Sie sieht in der in Commons geleisteten Reproduktionsarbeit eine Alternative zur Reproduktionsarbeit im Kapitalismus.
In den Staatsschuldenkrisen des Globalen Südens vermag Federici eine „zweite Einhegung der Commons“ zu erkennen, die die Souveränität vieler Länder auch nach ihrer Unabhängigkeit einschränke und beispielsweise zur nicht nachhaltigen, unegalitären Rohstoffausbeutung zwinge.
Im Oktober 2024 gehörte Federici zu den Unterzeichnern eines Aufrufs zum Boykott israelischer Kulturinstitutionen, „die an der überwältigenden Unterdrückung der Palästinenser mitschuldig sind oder diese stillschweigend beobachtet haben“.

## Veröffentlichungen (Auswahl)
- Il Femminismo e il Movimento contro la guerra USA, in: DeriveApprodi #24, 2004
- Caliban and the Witch: Women, the Body and Primitive Accumulation. Brooklyn, NY: Autonomedia, 2004.
  - Caliban und die Hexe. Frauen, der Körper und die ursprüngliche Akkumulation. Aus dem Engl. v. Max Henninger. Mandelbaum Verlag, Wien 2012.
- Aufstand aus der Küche – Reproduktionsarbeit im globalen Kapitalismus und die unvollendete feministische Revolution. Aus dem Englischen von Max Henninger, Reihe: Kitchen Politics, Band 1, edition assemblage, Münster 2012, ISBN 978-3-942885-32-4.
- Revolution at Point Zero: Housework, Reproduction, and Feminist Struggle. Aufsätze von 1975 bis 2010. Brooklyn/Oakland: Common Notions/PM Press, 2012.
  - Revolution at Point Zero. Hausarbeit, Reproduktion und feministischer Kampf, aus dem Englischen übersetzt von Leo Kühberger, mit einem Vorwort von Friederike Beier. Unrast, Münster 2021, ISBN 978-3-89771-331-4.
- Re-enchanting the World. Feminism and the Politics of the Commons, Kairos/PM Press, Okland 2018.
  - Die Welt wieder verzaubern. Feminismus, Marxismus & Commons, Mandelbaum Verlag, Wien 2020, ISBN 978-3-85476-693-3.
- Witches, Witch-Hunting, and Women, PM Press, Oakland 2018.
  - Hexenjagd. Die Angst vor der Macht der Frauen, Unrast Verlag, Münster 2019, ISBN 978-3-89771-322-2.
- Beyond the Periphery of the Skin. Rethinking, Remaking, and Reclaiming the Body in Contemporary Capitalism. Oakland, CA: PM Press Oakland 2020.
  - Jenseits unserer Haut. Körper als umkämpfter Ort im Kapitalismus, Unrast Verlag, Münster 2020, ISBN 978-3-89771-329-1.
- Patriarchy Of The Wage: Notes on marx, gender, and feminism. PM Press, Oakland 2021.
  - Das Lohnpatriarchat. Texte zu Marxismus & Gender, Mandelbaum Verlag, Wien 2022, ISBN 978385476-909-5.
- Lohn für Hausarbeit. In: Ashish Kothari et al. (Hrsg.): Pluriversum. Ein Lexikon des guten Lebens für alle. AG SPAK Bücher, Neu-Ulm 2023, ISBN 978-3-945959671.